# Ludwig Deichgräber
Ludwig Deichgräber (* 10. April 1894 in Aurich; † 22. Februar 1969 ebenda) war ein ostfriesischer Architekt und Landwirt.

## Leben
Deichgräber war einer der Söhne des Auricher Schmiedemeisters Karl Ludwig Deichgräber (1853–1929) und dessen Ehefrau Marie, geb. Begemann (1861–1942). Sein Bruder war der Altphilologe Karl Deichgräber.
Er nahm als Soldat am Ersten Weltkrieg teil und studierte danach Architektur. Danach arbeitete er als Architekt in Aurich und an verschiedenen Bauprojekten in Ostfriesland.
Seit den 1930er Jahren war er auch als Landwirt tätig und engagierte sich auf seinem Hof in Dietrichsfeld 1931 bei Arbeitsbeschaffungs- und Umschulungsprojekten des CVJM Aurich.
Zu seinen Werken zählt unter anderem der Neubau der reformierten Kirche in Jemgum im Stil des Art déco. Nachdem das Gebäude aus dem 14. Jahrhundert in der Nacht zum 31. Januar 1930 abgebrannt war, verzichtete Deichgräber beim Neubau auf das ursprüngliche Tonnengewölbe; anstelle der steilen Giebel entschied er sich für eine flache Deckenkonstruktion. 2005 wurde die Inneneinrichtung der Kirche weitgehend der des Wiederaufbaus von 1930 angepasst.

## Bauten
- 1929/1930: Neubau der reformierten Kirche Jemgum
- 1937: Bahnhof Langeoog (im Herbst 1995 für den Bahnhofsneubau abgerissen)